# The Tragedy of Whispering Creek
The Tragedy of Whispering Creek é um filme mudo de curta-metragem norte-americano de 1914, do gênero faroeste, dirigido por Allan Dwan e estrelado por Murdock MacQuarrie, William C. Dowlan, Pauline Bush e Lon Chaney.